# Кёйперс, Эдуард
Эдуа́рд Кёйперс (нидерл. Eduard Cuypers, 18 апреля 1859, Рурмонд — 1 июня 1927, Амстердам) — нидерландский архитектор.
В начале своей карьеры Эдуард Кёйперс работал под руководством своего дяди, известного голландского архитектора Питера Кёйперса, а в 1881 году открыл свою собственную архитектурную мастерскую. Множество знакомств в среде архитекторов обеспечило Э. Кёйперсу большое количество заказов на проектирование конторских и торговых зданий, а также жилых домов. В отличие от своего дяди, главного представителя голландской неоготики, Эдуард Кёйперс отдавал предпочтение неоренессансу и модерну. Хотя он и построил несколько церквей, Кёйперс никогда не относил себя к церковным архитекторам. Им построено значительное количество зданий железнодорожных станций (в основном на севере страны), несколько больниц и множество жилых домов.
Архитектурное бюро Кёйперса занималось также дизайном мебели и предметов интерьера, например, светильников. В 1905 году Кёйперс начал издавать журнал об интерьерном дизайне «Дом, старый и новый» (нидерл. Het Huis, Oud & Nieuw), который выходил в свет до самой смерти архитектора в 1927 году.
Мастерская Эдуарда Кёйперса стала местом рождения архитектурного стиля, известного под именем «Амстердамской школы». Хотя самого Кёйперса едва ли можно было отнести к прогрессивным архитекторам, он предоставлял широкое поле для деятельности своим работникам, среди которых были основоположники Амстердамской школы — Михель де Клерк, Йохан ван дер Мей и Пит Крамер. Некоторое время у Кёйперса работал Беренд Тобиа Буйинга, один из наиболее важных последователей Амстердамской школы.
После смерти Эдуарда Кёйперса его архитектурное бюро не было закрыто, оно работает и по сей день под названием «Амстель Архитектен» (нидерл. A/D Amstel Architecten).